# Lehmdermoor
Lehmdermoor ist ein Ortsteil der Gemeinde Rastede im Landkreis Ammerland in Niedersachsen.

## Geographie
Die etwa sechs Kilometer nördlich von Rastede gelegene Bauerschaft hat 92 Einwohner (Stand: 30. Juni 2018). Im Jahr 2004 waren es noch 118 Einwohner. Die nächste Ortschaft ist Hahn-Lehmden und liegt in etwa drei Kilometer Entfernung.

## Geschichte
Als Kernzelle der Bauerschaft gilt ein einzelner Köterhof, der schon in der sogenannten Dänenzeit (1667–1773) hier gegründet wurde. Infolge eines Bittgesuchs des Landwirtsohnes Johann Rohde an die oldenburgische Kammer kam es im Jahr 1800 zur Schaffung von zehn weiteren Köterstellen. Diese mussten sich in einer Reihe neben dem ersten Hof ansiedeln. Die Höfereihe wird im Volksmund „Die Zwölf Apostel“ genannt und befindet sich an der heutigen Lehmder Straße.